# 藤田平
藤田 平（ふじた たいら、1947年10月19日 - ）は、和歌山県和歌山市出身の元プロ野球選手（内野手）・コーチ・監督、解説者・評論家。阪神タイガースの生え抜き打者で初めて名球会入りした選手。

## 経歴

### プロ入り前
少年時代、打球が飛び過ぎてボールが無くなるので「左で打て」と言われた。市和歌山商では長谷川治監督から徹底的に基本を叩き込まれ、遊撃手として活躍。2年次の1964年には春の選抜に出場するが、1回戦で金沢高に完封負けを喫す。同年夏の甲子園県予選は準決勝で海南高の山下慶徳らに抑えられ大敗し、秋季近畿大会では準決勝に進むも育英高の鈴木啓示に完封を喫するが、3年次の1965年の選抜へ2年連続出場を決める。大会では岡本喜平（住友金属）の好投もあり、1回戦でエース・安田猛を擁する小倉高を完封するなど勝ち進み、2回戦では中京商から選抜大会41年ぶり2人目の個人1試合2本塁打を放つ。毎日新聞の松尾俊治記者は「天才的」と評し、ヨギ・ベラ、スタン・ミュージアルに例えた。準決勝は高松商の小坂敏彦を9回に崩し辛勝し、決勝は岡山東商の平松政次と岡本との投手戦となるが、延長13回裏にサヨナラ負けし準優勝に終わった。この試合では平松から2安打を放ち、大会通算20塁打の新記録を達成した。
同年夏の県予選は準々決勝で、後にプロで同僚となる南部高の上田二郎に抑えられ敗退。高校卒業後は明治大学に進学する予定であったが、同年の第1回ドラフト2位で阪神タイガースへ入団。この一件から阪神と明大は十数年後に和解するまでずっと不仲であり、阪神ファンであった星野仙一の指名もできなかったほどである。

### 現役時代
1年目の1966年から「誰に野球を教わった?」と先輩に聞かれるほどで、一軍で起用され、三塁手、遊撃手として39試合に先発出場。1年目の藤田が打席に入ると外野手が前進守備を取ることに憤慨し、オフにハンマー投げで鍛え上げて2年目は外野手を後ろに下がらせている。2年目の1967年には開幕から1番・遊撃手の定位置を得ると、二塁手に回った吉田義男と共にチャンスメーカーとして活躍。初めて規定打席に達しリーグ9位の打率.291、リーグトップの154安打を放った。初のベストナインにも選出されるなど吉田の後継遊撃手としての道を歩み始め、1970年からは3番打者として起用され、シーズン後半には三塁手に回る。
1971年には遊撃手に戻るが、同年はフレッド・バレンタインが退団し、田淵幸一がシーズン前半を欠場。その穴を埋める自己最高の28本塁打を放っている。流れるような美しいフォームでしばしば巧打を放ったが、チャンスに初球をポップフライすることが多かったり、第1打席で安打が出れば猛打賞になるなど、職人肌特有の著しい調子の波もあり、規定打席に達しての3割は4度しか経験していない。
1970年代には江夏豊・池田純一・谷村智啓と共に『若虎四天王』と呼ばれ、1974年はシーズン後半に故障欠場するものの、自身初の3割でリーグ7位の打率.302を記録。1978年には208打席連続無三振の日本記録（当時）を樹立するが、同年後半からハル・ブリーデンが故障離脱し、藤田の守備の負担を減らすために一塁手での起用が多くなった。1979年4月17日のヤクルト戦（神宮）での一塁守備時に左足太ももの肉離れを起こし、経過が思わしくなくドン・ブレイザー監督が「日本の医者は何をしているんだ? アメリカなら簡単に治る!」と激怒。同年7月に渡米し、ロサンゼルスの外科手術専門治療所で筋肉強化のリハビリを受けシーズンを棒に振った。このアメリカでのリハビリ中にドジャースの試合を観戦し、ファンも選手も野球を楽しんでいることに衝撃を受けたという。以後は足に不安を抱えながらも1980年に復帰し、コーチ兼任となった1981年に打率.358で首位打者となりカムバック賞を受賞。藤田はこの年チーム内に結膜炎が流行したので20試合ほど欠場しており、最終日のダブルヘッダーで規定打席に到達しての獲得であった。1982年8月31日の大洋戦（横浜）で三塁線上にサードフライを放つが、これを石橋貢が落球。若手の鷲谷亘三塁塁審がファウルと判定したことから、鷲谷審判が島野育夫コーチと柴田猛コーチに暴行されるきっかけとなった（横浜スタジアム審判集団暴行事件）。その試合では9回に遠藤一彦から決勝2ラン本塁打を放ちチームに勝利をもたらした。
1983年5月3日の巨人戦（後楽園）では角三男からプロ野球史上15人目の通算2000安打を達成し、戦後生まれ及び阪神の生え抜き打者としては初の2000安打と名球会入りとなった。達成すると王貞治から花束を手渡された。チーム新記録となる2010試合出場を置き土産に1984年に現役を引退。安藤統男が1984年に限りで監督を辞任した原因の一つに藤田の監督批判が表沙汰になった事が報じられたが、田中隆造オーナーさえ初耳で、テレビ報道でこれを知り仰天したという逸話が残る。
現役時代は無口でおとなしく、遠井吾郎・藤井栄治とともに「阪神三奇人」と呼ばれた。また、チームメイトとの付き合いが悪かったうえに、努力しているところを人に見られることを極度に嫌った。在籍当時頻発した球団やスタッフと選手の内紛にも、遠井と共にほとんど関与していなかった。阪神が優勝した翌々年に入団し、19年間阪神の主力として活躍したが現役選手としては優勝を経験せずに引退した。通算安打は2064本記録したが日本国内での2000安打達成者の中でリーグ優勝・日本一経験なしは藤田と土井正博の2人だけである。

### 現役引退後
引退後は朝日放送テレビ・ラジオ・サンテレビ解説者・デイリースポーツ評論家（1985年 - 1994年）を務め、解説者就任初年にはバックスクリーン3連発の時にはテレビの解説者として、21年ぶりの優勝の場面はラジオの解説者としてそれぞれ立ち会った。1987年オフには監督に就任した村山実から「ブチ、ユタカ、タイラも帰ってこい」と江夏、田淵と共に入閣を呼びかけられたが、球団の意向もあり、どのコーチも実現しなかった。
その後、中村勝広監督の要請で1995年、二軍監督として10年ぶりに阪神に復帰。同年1月17日に阪神・淡路大震災が発生し、自宅が半壊した藤田は選手寮「虎風荘」で若手選手らと共に生活していたが、食事の貧弱さに驚く。そこで武庫川女子大学教授に意見を求め、球団に食事改善要求を出している。
同年7月に新庄剛志正座事件が起きる。当時、練習に遅刻した新庄を正座させたと事実を歪曲して伝えられたが、藤田曰くこれは平気で遅刻する選手があまりにも多いため「選手同士で何か規定を作りなさい」と提案したところ、選手の方から「遅刻した時間だけ正座する」と言ってきて、新庄はそれを実行しただけであった。一方で別のスポーツ紙では、新庄は足を痛めて別メニューであったのに、監督にそれが伝わっていなかったと記してある。
新庄は後に自らの著書でこの一件について触れ、規定の存在には触れておらず「当時の故障状態の悪さから判断して練習開始時間に合わせグラウンドへではなくトレーナー室へ行った行動について、藤田から遅刻であると咎められた際に正座の罰を受けた件をきっかけに、藤田とは野球観が合わないと考えるようになっていった」と綴っている。
中村の途中休養に伴い一軍監督代行を務め、同年のオールスター中の練習では炎暑の中50分のダッシュを課した。オールスター後は就任初戦で入団4年目の桧山進次郎を4番起用、関川浩一を外野にコンバート、レギュラーが固定化されていた前半戦と違って若手の目の色が変わってきたほか、さらにはベテランをのぞいて、若手を試合後に呼んでミーティングを始めた。こうやって色は出したが、17勝36敗と成績は上向かなかった。シーズン終了恒例のオーナー報告が10月18日にあり、正式な監督に昇格。12月]契約更改では新庄が球団への要求を吐き出し、「ここまで来たのは2人のおかげ」という中村前監督の退任、柏原純一二軍打撃コーチの解任も不満だが「理解できない交代や抹消や昇格がある」と藤田の采配を批判。新庄は「阪神を辞めたい。環境を変えたい」とトレードを志願し、「僕にはセンスがない」と引退まで宣言した。結局は「倒れた父親に野球する姿を見せるのが一番の薬」と撤回して契約したが、3週間に及ぶ騒動であった。
9月12日の巨人戦(東京ドーム)、0対3とリードを許した7回1死一、二塁の場面で代打・石嶺和彦が追い込まれると、藤田はダブルスチールのサインを出した。二塁ランナーの関川は途中で止まったが一塁ランナーの新庄は二塁ベース直前まで走っていた。チーフスコアラーの三宅博は「この作戦には2通りある。2人同時に走るのか、一塁走者が二塁走者を見ながらスタートを切るのか。だけど、どちらにするかの指示はなかった。巨人がランダウンプレーをミスしたおかげで、結果的にアウトにならなかったけど、平は新庄を怒ったんや」、試合後のミーティングで三宅は「ダブルスチールの約束事としてどちらにするか決めるべき」と主張しすると藤田は「そんなもんいらん。一塁走者が二塁走者を見るのは当たり前や」と激昂、三宅は「初めに決めておかないと選手はわからない」と繰り返した。藤田の監督就任直後球団社長が三宅に先乗りスコアラーへ格下げを通告された。
監督昇格後は参謀役のチーフ兼バッテリーコーチに柴田猛、外野守備走塁コーチには小林正之を招聘。高橋重行が一軍投手コーチに昇格し、古沢憲司が二軍投手コーチとして復帰。二軍監督時代から目を付けていたオリックスの平塚克洋を金銭トレードで獲得し、ぬるま湯体質に浸かった阪神の再建に取り組み、長谷川平蔵をもじった『鬼平』と呼ばれるほどの熱血指導を進めた。春季キャンプではOBのグラウンド立入を禁止するなど、徹底したものであった。調整不足のグレン・デービスを開幕二軍に落としたほか、クールボー（グレンと共に6月に解雇）を始め、一部主力選手との対立が埋まらず、悪質ファンが移動の新幹線にまで押し掛けるなど、フロントが全く機能していない状態であった。
同年9月12日の午後球団の取締役会で藤田の監督解任が承認されると、藤田は夕方急遽球団事務所に呼び出され、三好一彦球団社長から監督解任を通告された。しかし藤田はこれを不服として久万俊二郎オーナーとの面会を求めるものの応じられず、話し合いは夕方5時から延々続き、翌13日の深夜2時半になって一度水入り。同日午後2時から話し合いを再開し、球団が藤田に金銭保証する事で決着。藤田は解任を受諾した。
フロントは藤田がすぐに解任を承諾するものとして、夕方から「辞任に関する記者会見」を行うと報道陣に通知していたが、話し合いが延びたために「本日（12日）中の会見ができなくなった」と異例の発表が行われた。報道陣は球団事務所前で深夜まで待ちぼうけを喰らい、近所の喫茶店は彼らの為に軽食の出前販売を行なったという。後日、この時のやりとりについて藤田は「三好社長はこちらの言い分を電話で久万オーナーに伝えて、いちいち確認するだけ。あれじゃ自分の意思がない伝書鳩以下だ」と酷評している。藤田によると求心力の欠如を理由に解任されたという。監督代行はシーズン終了まで柴田が務めた。
解任について当時阪神の常務であった野崎勝義は著書の中で「この数字が（48勝69敗）解任を決める大きい要素になったが、実は采配以外で藤田監督の評判が良くなかった。営業部からも選手からも周辺からの反発が彼には致命的だった負け越し21である。ファンの指弾は無論、マスコミの監督降ろしは痛烈だった。首位打者を取ったほどの藤田平氏だけに野球の技術や理論は卓越している。采配も悪い批判はない。が、何せ背広組からの評判が良くなかった。監督は全能であるそういう考えを彼は強く持っていたのかもしれない。営業に編成に球場に口出しが過ぎるという声が多くあったのは確かだ。藤田平監督は周辺の支持を得られず、去って行ったのである。悪い後味を残して藤田平氏はユニフォームを脱いだ。酷い土産も残していった。負け越し21、勝率5割も1度もないまま。そして最下位。さらに観客動員200万人も割った。挙句の果てに28年ぶりに赤字となった。誰にとっても苦々しいシーズンになった」と記している。
テリー伊藤は自身の著書の中で「改革叫んだ相手が“のれん”だった『鬼平』監督」と評している。
監督解任後の1997年からはサンテレビ解説者・デイリースポーツ評論家に復帰し、2005年には村田兆治が設立した「対馬まさかりドリームス」に参加。村田と一緒に日本全国の野球少年への指導のため全国を飛び回りながら、1年間だけ佐川急便野球部で監督も務めた。2008年、妻の勧めと「野球界に恩返ししたい」という想いからBCリーグ・福井ミラクルエレファンツ初代監督に就任。野手コーチに野田征稔、投手コーチ（選手兼任）に天野浩一を招聘。選手寮と目と鼻の先のアパートに住み込み、毎晩のように選手の素振りを見るなどの熱血指導ぶりであったが、前後期ともに北陸地区（3チーム）の最下位に終わり、シーズン終了後の9月30日に退任。在任中の給与の一部が支払われていないとして、支払いを求め2010年8月19日付で神戸地方裁判所尼崎支部に提訴した（裁判結果は報じられていない）。
2009年、郷里・和歌山に本拠地を置く関西独立リーグ・紀州レンジャーズ初代監督に就任。前期は3位と健闘したが、後期は最下位に転落。同年限りで退任。2017年9月20日、阪神タイガース生え抜き野手として2人目の2000安打を達成した鳥谷敬を祝福し、甲子園で記念写真プラークを贈呈した。

## 詳細情報

### 年度別打撃成績
| 年 度      | 球 団      | 試 合 | 打 席 | 打 数 | 得 点 | 安 打 | 二 塁 打 | 三 塁 打 | 本 塁 打 | 塁 打 | 打 点 | 盗 塁 | 盗 塁 死 | 犠 打 | 犠 飛 | 四 球 | 敬 遠 | 死 球 | 三 振 | 併 殺 打 | 打 率 | 出 塁 率 | 長 打 率 | O P S |
| ---------- | ---------- | ----- | ----- | ----- | ----- | ----- | -------- | -------- | -------- | ----- | ----- | ----- | -------- | ----- | ----- | ----- | ----- | ----- | ----- | -------- | ----- | -------- | -------- | ----- |
| 1966       | 阪神       | 68    | 166   | 153   | 9     | 36    | 7        | 2        | 1        | 50    | 13    | 1     | 3        | 4     | 0     | 9     | 0     | 0     | 28    | 0        | .235  | .278     | .327     | .605  |
| 1967       | 阪神       | 131   | 561   | 530   | 67    | 154   | 30       | 10       | 16       | 252   | 44    | 7     | 6        | 1     | 2     | 24    | 1     | 4     | 65    | 7        | .291  | .325     | .475     | .800  |
| 1968       | 阪神       | 129   | 560   | 516   | 66    | 124   | 30       | 4        | 11       | 195   | 32    | 7     | 7        | 6     | 3     | 28    | 1     | 7     | 61    | 8        | .240  | .287     | .378     | .665  |
| 1969       | 阪神       | 130   | 556   | 526   | 62    | 154   | 25       | 3        | 19       | 242   | 54    | 12    | 7        | 0     | 2     | 27    | 2     | 1     | 57    | 0        | .293  | .327     | .460     | .787  |
| 1970       | 阪神       | 121   | 486   | 443   | 48    | 122   | 26       | 3        | 9        | 181   | 51    | 5     | 5        | 2     | 7     | 33    | 0     | 1     | 53    | 6        | .275  | .322     | .409     | .731  |
| 1971       | 阪神       | 122   | 509   | 460   | 64    | 125   | 11       | 4        | 28       | 228   | 61    | 12    | 4        | 0     | 3     | 43    | 7     | 3     | 71    | 3        | .272  | .336     | .496     | .832  |
| 1972       | 阪神       | 130   | 580   | 522   | 64    | 144   | 27       | 4        | 18       | 233   | 64    | 4     | 11       | 1     | 0     | 54    | 7     | 3     | 67    | 11       | .276  | .347     | .446     | .794  |
| 1973       | 阪神       | 130   | 569   | 519   | 73    | 146   | 27       | 2        | 17       | 228   | 59    | 8     | 2        | 10    | 2     | 36    | 5     | 2     | 53    | 6        | .281  | .329     | .439     | .768  |
| 1974       | 阪神       | 100   | 417   | 374   | 51    | 113   | 21       | 2        | 16       | 186   | 47    | 6     | 2        | 1     | 4     | 30    | 3     | 8     | 20    | 5        | .302  | .363     | .497     | .860  |
| 1975       | 阪神       | 102   | 429   | 386   | 42    | 112   | 18       | 3        | 9        | 163   | 56    | 1     | 2        | 3     | 9     | 29    | 0     | 2     | 23    | 6        | .290  | .336     | .422     | .758  |
| 1976       | 阪神       | 103   | 433   | 395   | 56    | 110   | 18       | 4        | 12       | 172   | 39    | 5     | 4        | 1     | 5     | 30    | 2     | 2     | 23    | 5        | .278  | .329     | .435     | .764  |
| 1977       | 阪神       | 119   | 514   | 473   | 62    | 142   | 23       | 3        | 11       | 204   | 43    | 6     | 6        | 4     | 0     | 35    | 2     | 2     | 35    | 5        | .300  | .351     | .431     | .782  |
| 1978       | 阪神       | 130   | 575   | 522   | 77    | 157   | 26       | 4        | 13       | 230   | 58    | 4     | 3        | 9     | 2     | 37    | 2     | 5     | 18    | 7        | .301  | .352     | .441     | .792  |
| 1979       | 阪神       | 18    | 43    | 40    | 1     | 11    | 0        | 0        | 0        | 11    | 3     | 3     | 0        | 0     | 1     | 2     | 0     | 0     | 5     | 0        | .275  | .302     | .275     | .577  |
| 1980       | 阪神       | 103   | 313   | 280   | 22    | 85    | 11       | 0        | 6        | 114   | 38    | 0     | 3        | 0     | 5     | 24    | 3     | 4     | 22    | 3        | .304  | .361     | .407     | .768  |
| 1981       | 阪神       | 107   | 403   | 369   | 41    | 132   | 24       | 0        | 11       | 189   | 70    | 2     | 2        | 0     | 2     | 32    | 5     | 0     | 21    | 6        | .358  | .407     | .512     | .919  |
| 1982       | 阪神       | 116   | 439   | 403   | 30    | 117   | 18       | 2        | 7        | 160   | 40    | 1     | 0        | 1     | 2     | 32    | 6     | 1     | 29    | 10       | .290  | .342     | .397     | .739  |
| 1983       | 阪神       | 90    | 283   | 265   | 15    | 73    | 12       | 0        | 2        | 91    | 24    | 1     | 1        | 0     | 1     | 17    | 2     | 0     | 24    | 5        | .275  | .318     | .343     | .661  |
| 1984       | 阪神       | 61    | 46    | 41    | 4     | 7     | 1        | 0        | 1        | 11    | 6     | 0     | 0        | 1     | 0     | 4     | 1     | 0     | 4     | 1        | .171  | .244     | .268     | .513  |
| 通算：19年 | 通算：19年 | 2010  | 7882  | 7217  | 854   | 2064  | 355      | 50       | 207      | 3140  | 802   | 85    | 68       | 44    | 50    | 526   | 49    | 45    | 679   | 94       | .286  | .336     | .435     | .771  |

- 各年度の太字はリーグ最高

### 年度別打撃成績所属リーグ内順位
| 年度 | 年齢 | 所属リーグ | 打率 | 安打 | 二塁打 | 三塁打 | 本塁打 | 打点 | 出塁率 | 四球 | OPS |
| ---- | ---- | ---------- | ---- | ---- | ------ | ------ | ------ | ---- | ------ | ---- | --- |
| 1966 | 18   | セ・リーグ | -    | -    | -      | -      | -      | -    | -      | -    | -   |
| 1967 | 19   | セ・リーグ | 9位  | 1位  | 1位    | 1位    | -      | -    | -      | -    | -   |
| 1968 | 20   | セ・リーグ | -    | -    | 1位    | 8位    | -      | -    | -      | -    | -   |
| 1969 | 21   | セ・リーグ | 6位  | 2位  | 2位    | 4位    | -      | -    | -      | -    | 9位 |
| 1970 | 22   | セ・リーグ | 6位  | 9位  | 2位    | 7位    | -      | 10位 | -      | -    | -   |
| 1971 | 23   | セ・リーグ | 10位 | 7位  | -      | 2位    | 4位    | 8位  | 7位    | 10位 | 6位 |
| 1972 | 24   | セ・リーグ | -    | 2位  | 1位    | 2位    | -      | 10位 | -      | 8位  | -   |
| 1973 | 25   | セ・リーグ | 7位  | 2位  | 2位    | 6位    | 9位    | 7位  | -      | -    | -   |
| 1974 | 26   | セ・リーグ | 7位  | -    | -      | -      | -      | -    | 8位    | -    | 7位 |
| 1975 | 27   | セ・リーグ | 9位  | -    | -      | 7位    | -      | -    | -      | -    | -   |
| 1976 | 28   | セ・リーグ | -    | -    | -      | 5位    | -      | -    | -      | -    | -   |
| 1977 | 29   | セ・リーグ | -    | 10位 | 9位    | 10位   | -      | -    | -      | -    | -   |
| 1978 | 30   | セ・リーグ | -    | 3位  | 10位   | 8位    | -      | -    | -      | -    | -   |
| 1979 | 31   | セ・リーグ | -    | -    | -      | -      | -      | -    | -      | -    | -   |
| 1980 | 32   | セ・リーグ | -    | -    | -      | -      | -      | -    | -      | -    | -   |
| 1981 | 33   | セ・リーグ | 1位  | -    | 4位    | -      | -      | -    | 3位    | -    | 7位 |
| 1982 | 34   | セ・リーグ | 10位 | -    | -      | -      | -      | -    | -      | -    | -   |
| 1983 | 35   | セ・リーグ | -    | -    | -      | -      | -      | -    | -      | -    | -   |
| 1984 | 36   | セ・リーグ | -    | -    | -      | -      | -      | -    | -      | -    | -   |

- -は10位未満（打率、出塁率、OPSは規定打席未到達の場合も-と表記）

### 年度別監督成績
| 年度   | 球団 | 順位 | 試合 | 勝利 | 敗戦 | 引分 | 勝率 | ゲーム差 | チーム 本塁打 | チーム 打率 | チーム 防御率 | 年齢 |
| ------ | ---- | ---- | ---- | ---- | ---- | ---- | ---- | -------- | ------------- | ----------- | ------------- | ---- |
| 1995年 | 阪神 | 6位  | 130  | 46   | 84   | 0    | .354 | 36.0     | 88            | .244        | 3.83          | 48歳 |
| 1996年 | 阪神 | 6位  | 130  | 54   | 76   | 0    | .415 | 23.0     | 89            | .245        | 4.12          | 49歳 |
|        | 通算 |      | 170  | 65   | 105  | 0    | .382 |          |               |             |               |      |

※1　1995、96年は130試合制
※2　1995年、中村勝広監督休養後の7月29日より閉幕まで指揮(53試合17勝36敗 勝率.321)
※3　1996年、成績不振により9月13日から休養(117試合48勝69敗 勝率.410)。監督代行は柴田猛
※4　通算成績は、実際に指揮した試合

### タイトル
- 首位打者：1回 （1981年）
- 最多安打（当時連盟表彰なし）：1回 （1967年） ※1994年より表彰

### 表彰
- ベストナイン：7回 （1967年、1969年 - 1971年、1973年 - 1974年、1981年）
- ダイヤモンドグラブ賞：3回 （遊撃手部門：1973年、1975年、一塁手部門：1981年）
- カムバック賞：1回 （1981年）

### 記録
初記録
- 初出場・初先発出場：1966年4月10日、対サンケイアトムズ3回戦（阪神甲子園球場）、2番・遊撃手で先発出場
- 初安打：1966年4月26日、対サンケイアトムズ4回戦（明治神宮野球場）、1回表に渋谷誠司からバントヒット
- 初打点：1966年5月13日、対サンケイアトムズ7回戦（明治神宮野球場）、4回表に石戸四六から右翼線へ決勝2点適時二塁打
- 初本塁打：1966年7月9日、対広島カープ10回戦（広島市民球場）、5回表に竜憲一からソロ

節目の記録
- 100本塁打：1972年10月3日、対中日ドラゴンズ25回戦（阪神甲子園球場）、4回裏に土屋紘から右越先制ソロ　※史上72人目
- 1000安打：1973年10月10日、対読売ジャイアンツ24回戦（後楽園球場）、8回表に倉田誠から中前安打　※史上84人目
- 1000試合出場：1974年5月30日、対読売ジャイアンツ11回戦（阪神甲子園球場）、1番・遊撃手で先発出場　※史上171人目
- 150本塁打：1976年5月23日、対ヤクルトスワローズ8回戦（明治神宮野球場）、8回表に渡辺孝博から右越ソロ　※史上42人目
- 1500安打：1978年4月25日、対広島東洋カープ3回戦（広島市民球場）、9回表に江夏豊から左翼線二塁打　※史上34人目
- 1500試合出場：1978年9月9日、対ヤクルトスワローズ23回戦（阪神甲子園球場）、3番・一塁手で先発出場　※史上59人目
- 300二塁打：1980年9月24日、対横浜大洋ホエールズ23回戦（横浜スタジアム）、2回表に宮本四郎から右翼線2点適時二塁打　※史上17人目
- 200本塁打：1982年6月8日、対ヤクルトスワローズ9回戦（明治神宮野球場）、3回表に松岡弘から右越逆転決勝3ラン　※史上36人目
- 3000塁打：1982年8月28日、対広島東洋カープ19回戦（阪神甲子園球場）、7回裏に小川邦和から右前安打　※史上22人目
- 2000安打：1983年5月3日、対読売ジャイアンツ4回戦（後楽園球場）、9回表に角三男から左中間安打　※史上15人目
- 350二塁打：1983年7月29日、対中日ドラゴンズ14回戦（阪神甲子園球場）、8回裏に小松辰雄から右翼線二塁打　※史上12人目
- 2000試合出場：1984年8月25日、対横浜大洋ホエールズ22回戦（阪神甲子園球場）、9回表に一塁手で出場　※史上20人目

その他の記録
- 208打席連続無三振 （1978年4月30日 - 7月5日）
- リーグ最多二塁打：3回（セ・リーグ最多タイ）
- オールスターゲーム出場：8回 （1967年、1969年、1971年、1973年 - 1976年、1981年）

### 背番号
- 6 （1966年 - 1984年）
- 80 （1995年 - 1996年）
- 66 （2008年 - 2009年）

## 関連情報

### の出演番組
- サンテレビボックス席
- ABCフレッシュアップベースボール - 出演していたABCラジオのプロ野球中継の現行タイトル。
- スーパーベースボール - 出演していたABCテレビのプロ野球中継現行統一タイトル。
- 平・多恵子のリレー球談〜プロ野球サンデー〜（ABCラジオ）